# Viña Undurraga
Viña Undurraga es una productora de vinos y espumantes, con sede central en Talagante, en el valle del Maipo, a 34 km de Santiago de Chile. Es una de las bodegas más antiguas del país, fundada en 1885. La compañía suma un total de 1.700 hectáreas de vid, repartidas en los valles de Maipo, Colchagua, Cachapoal, Leyda, y Maule, y exporta el 75% de su producción de vinos. En 2016 proyectaba ventas anuales de 1,5 millones de cajones de vino (13,5 millones de litros al año).

## Historia
Viña Undurraga fue fundada en 1885 por don Francisco Undurraga Vicuña, quien la llamó Santa Ana, en honor a su esposa Ana Fernández Iñiguez. Fue uno de sus primeros viñedos, con plantas importadas personalmente desde Francia y Alemania, bajo la supervisión del viticultor francés M. Pressac.
Alrededor de 1890 comenzó la construcción del Parque de la Viña, a cargo del reconocido paisajista francés Monsieur George Henri Dubois, donde se plantaron árboles como cedro del Líbano, ceiba del Trópico y arce japonés, entre otras especies. En 1891 tuvo lugar la primera cosecha, realizada por el enólogo Monsieur Pacoteaux.
A principios de 1900 la viña se amplió con la construcción de las dos naves adjuntas a la bodega original. En 1903 Viña Undurraga se convirtió en la primera viña chilena en exportar a Estados Unidos y más tarde, en 1930, se inició la exportación a Latinoamérica, principalmente a México y Colombia. En 1997 se construyó la nave 20, que incorpora cubas más avanzadas para fermentar vinos. En el año 2007 se construyó una de las últimas plantas de producción ubicada en el fundo Santa Ana.

## Bodegas
La Viña cuenta con dos bodegas de vinificación con una capacidad total de 23.000.000 de litros. Una de las bodegas está ubicada en Quinta de Tilcoco (VI región); la segunda y principal, en el fundo Santa Ana, en Talagante (región Metropolitana), donde se llevan a cabo los procesos de fermentación, elaboración, envejecimiento y embotellado de sus vinos.

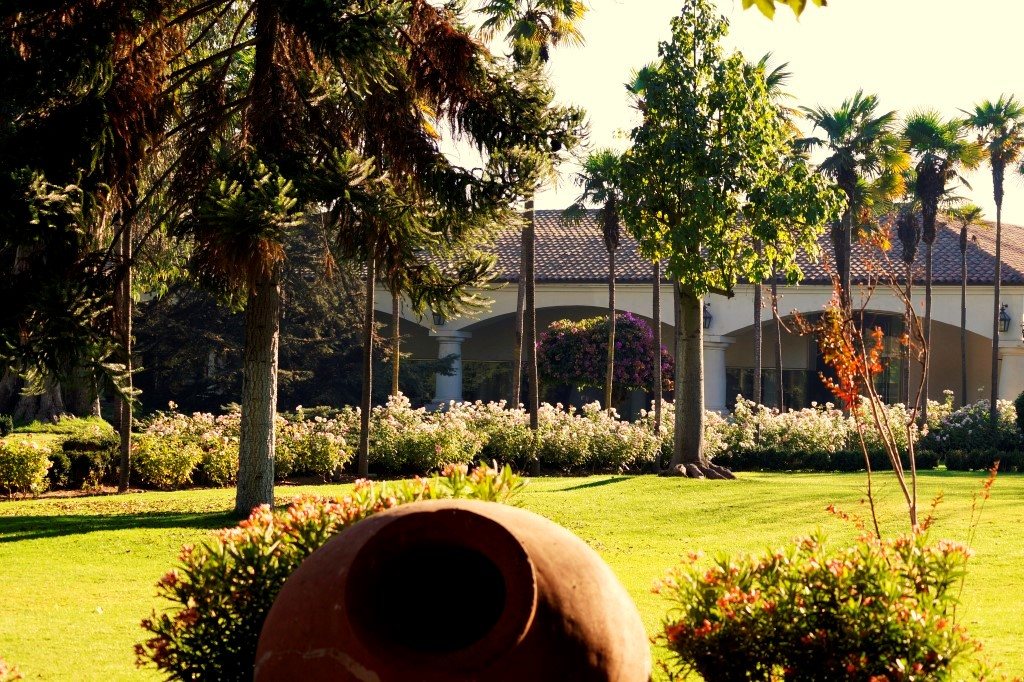
Casa patronal de Viña Undurraga.
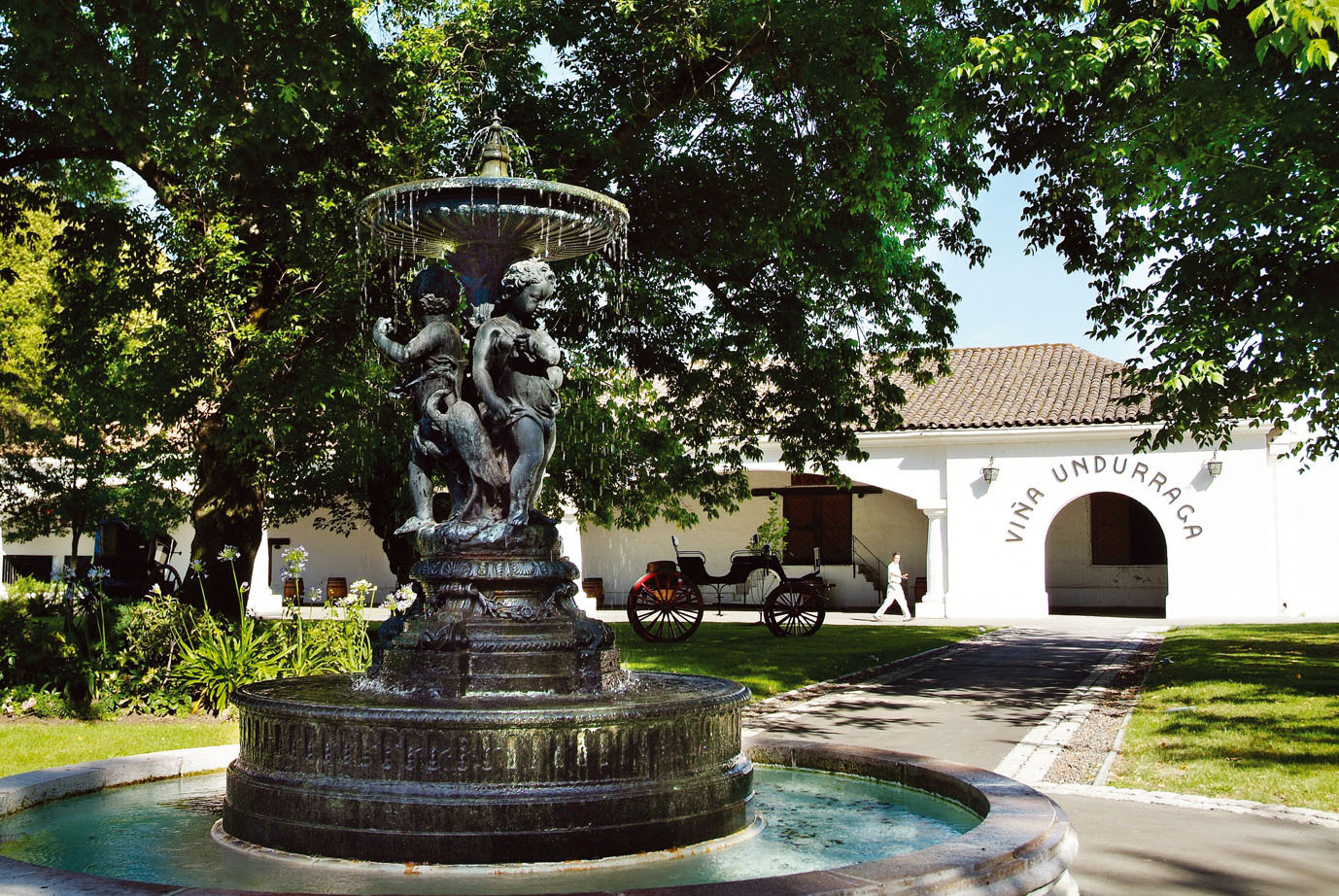
Fuente de agua de la casa patronal.
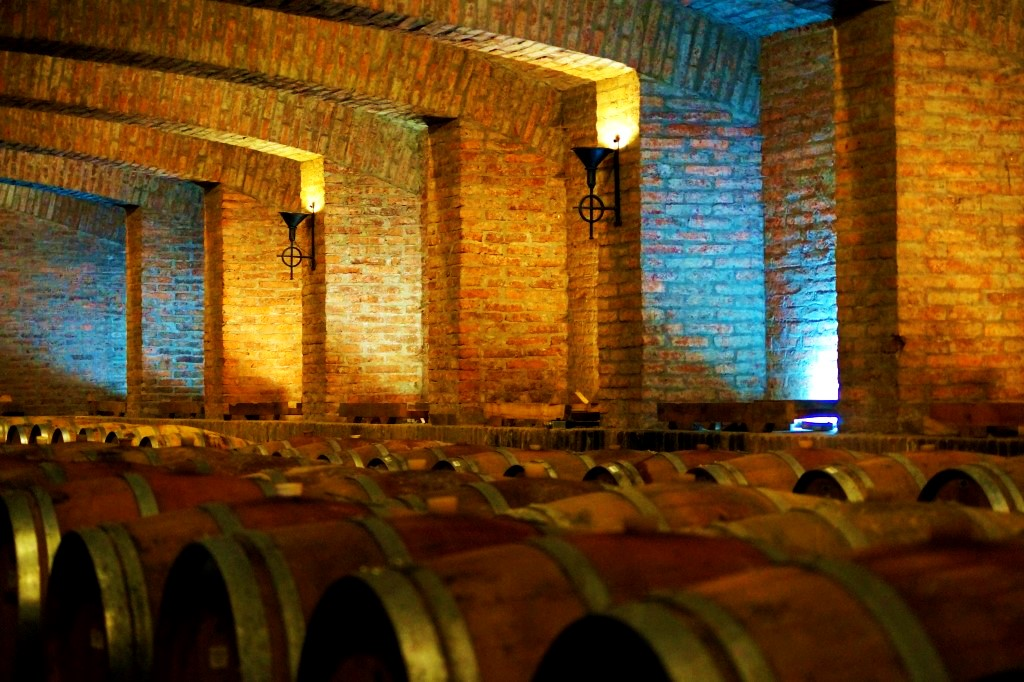
Bodega de Viña Undurraga en Fundo Santa Ana, Talagante.
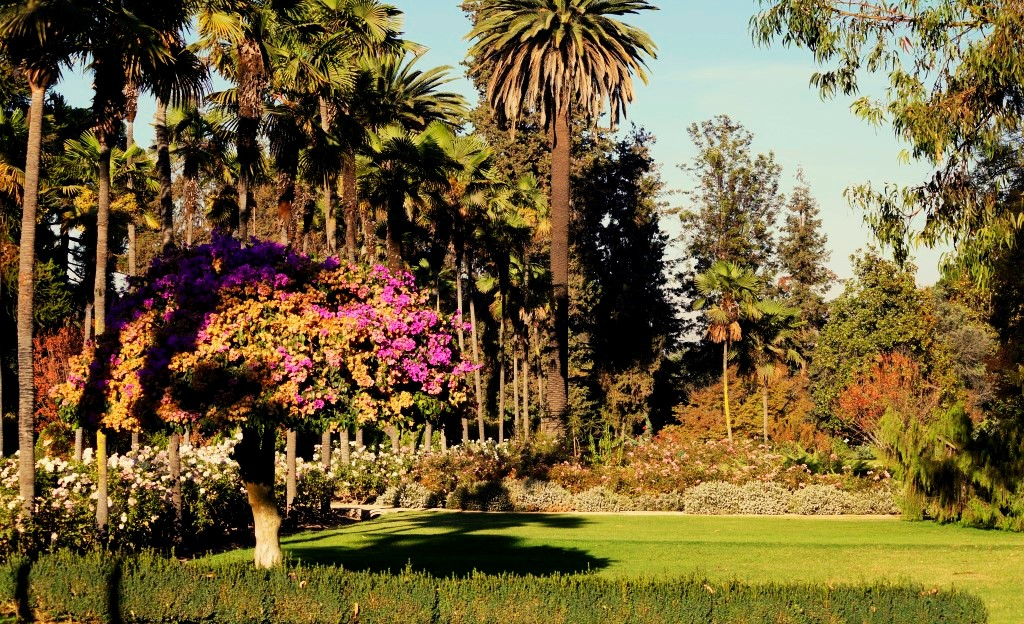
Parque de la viña, diseñado por George Henri Dubois.
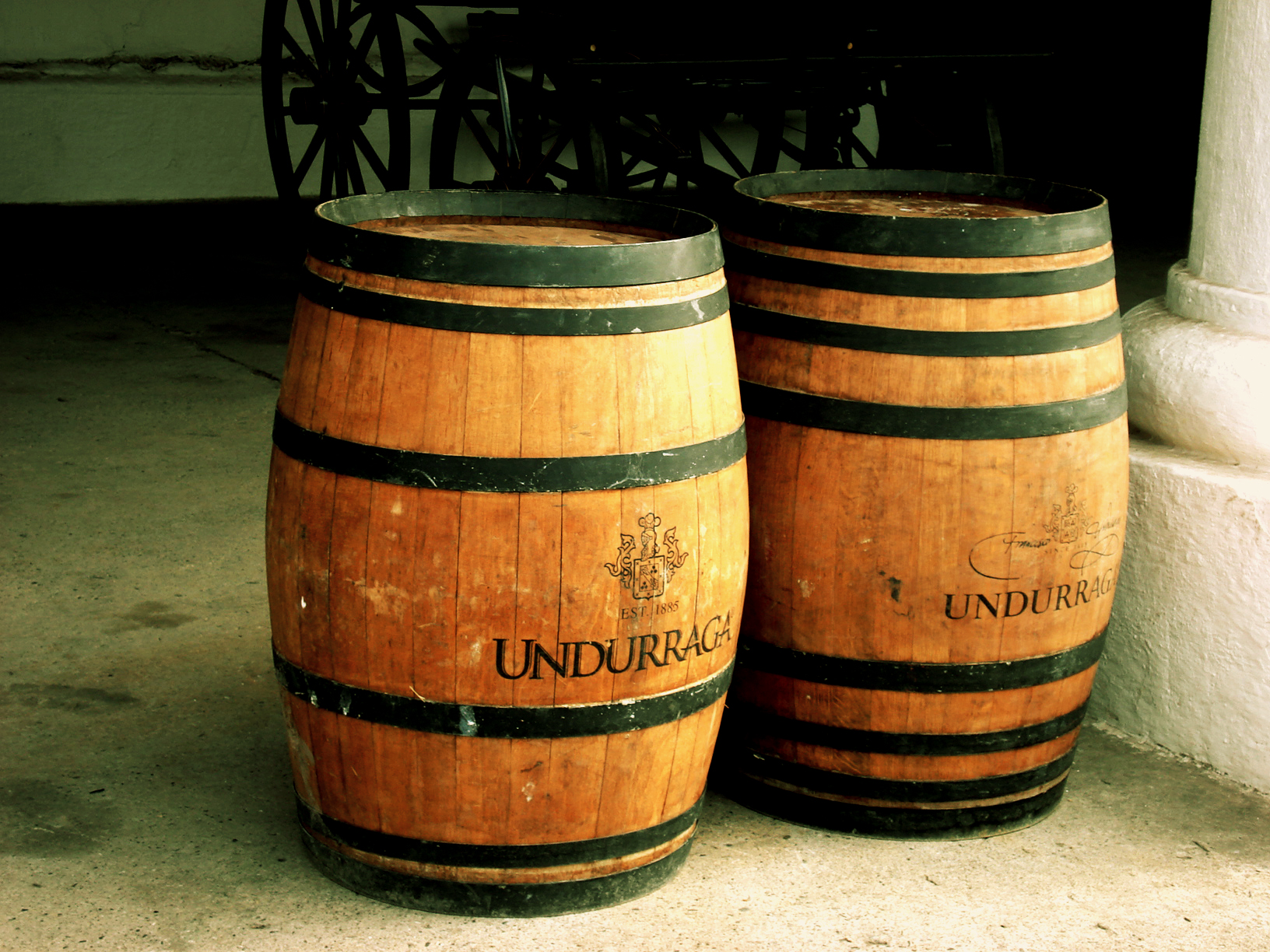
Barrica de vino con el diseño de Viña Undurraga.

## Valles

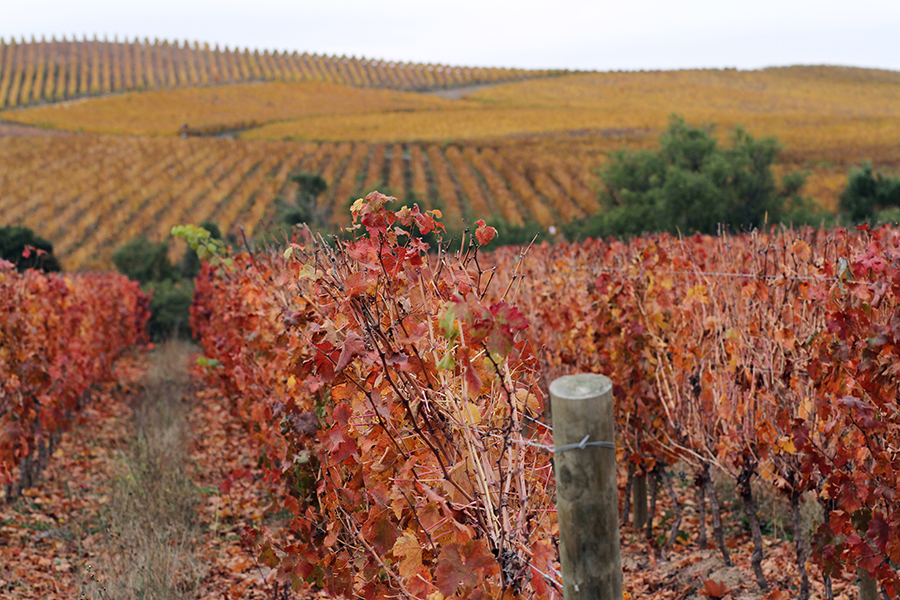
Campo Cauquenes.

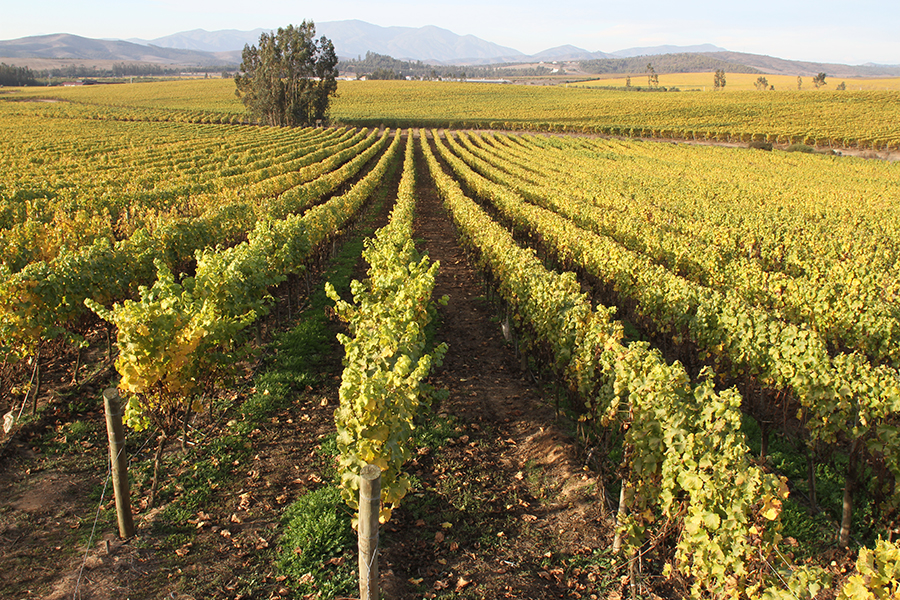
Campo Leyda.

- Campo Santa Ana: Está ubicado en pleno Valle del Maipo, cercano a la ciudad de Talagante (región Metropolitana). Este campo cuenta con más de 55 hectáreas plantadas con variedades tintas como Cabernet Sauvignon, Carménère, Merlot, Pinot Noir, Syrah y Chardonnay dentro de los blancos.
- Campo Lomas de Leyda: Ubicado en Leyda, a 90 km al oeste de Santiago y a 14 km del océano Pacífico. El campo cuenta con 169 hectáreas plantadas. Dentro de las variedades tintas se encuentran: Pinot Noir y Syrah. Dentro de las blancas destacan: Sauvignon Blanc, Chardonnay, Riesling, Sauvignon Gris y Viognier.
- Campo Cerros de Almahue:[9] Ubicado en la localidad de Almahue, este campo cuenta con 120 hectáreas plantadas, destacan las variedades tintas como: Carménère, Cabernet Sauvignon, Syrah, Tempranillo, Malbec, Mouvedre, Petit Verdot y Grenache.
- Campo Cauquenes:[10] Está ubicado en el Valle del Maule, VII región a 350 km al sur de Santiago y es la región vitivinícola más grande de Chile. Este campo cuenta con 146 hectáreas plantadas, donde destacan entre las variedades tintas: Cabernet Sauvignon, Syrah, Carménère, Grenache, Petit Verdot, Carignan, Tempranillo y Mouvedre. Dentro de los blancos encontramos: Chardonnay, Viognier, Roussanne y Marsanne.
- Campo Colchagua:[11] El Valle de Colchagua está ubicado en la VI región y cuenta con 169 hectáreas donde destacan las variedades tintas como: Cabernet Sauvignon, Carménère y Merlot. Dentro de los blancos encontramos Chardonnay, Sauvignon Blanc y Riesling.
- Campo Codigua: Está ubicado en la localidad del mismo nombre en la comuna de Melipilla, Valle del Maipo. Este campo cuenta con 204 hectáreas plantadas donde destacan las variedades tintas Cabernet Sauvignon, Carménère, Merlot, Pinot Noir, Syrah y dentro de los blancos destacan: Chardonnay, Gewurztraminer, Sauvignon Blanc y Semillón.

## Premios y reconocimientos
- Nacionales:
  - Viña del año, en 2012, según la Asociación Vinos de Chile.[12]
- Internacionales:
  - Productor del año, en la SWA Merchant Awards de 2013, otorgado por Sommelier Wine Awards.[13]
  - Incluida en el top 100 bodegas del año, en 2012,[14] 2013,[15] 2016,[16] 2017,[17] 2021,[18] y 2022,[19] por la revista Wine & Spirits.